# Scotocyma albinotata
Scotocyma albinotata là một loài bướm đêm trong họ Geometridae.